# Oniscus
Oniscus là một chi động vật thuộc họ Oniscidae.

## Các loài
- Oniscus ancarensis Bilton, 1992
- Oniscus asellus Linnaeus, 1758
- Oniscus galicianus Bilton, 1997
- Oniscus lusitanus Verhoeff, 1908
- Oniscus simonii Budde-Lund, 1885